# Conservadors de Catalunya
Conservadors de Catalunya (Conservadores de Cataluña) (CiC) fue un partido político español de ámbito catalán dirigido por Juan Parra Balcells —candidato independiente al Senado de España en las elecciones generales de 1977 y que había sido uno de los fundadores del Partido Demócrata Progresista— y Santiago Brutau Cirera, quien actuó como vicepresidente del partido. Fue inscrito oficialmente ante el Ministerio del Interior de España el 30 de enero de 1980.
Se trataba de un partido de carácter conservador, nacionalista y liberal, que se presentó a las elecciones al Parlamento de Cataluña de 1980 y obtuvo 4095 votos (0,15 % de votos). También se presentó a las elecciones generales de 1982, donde obtuvo 2596 votos.

## Programa electoral en las elecciones de 1980
- Defensa de los valores cristianos.
- Mantenimiento y defensa de la cultura catalana.
- Defensa de la integridad de España y de la singularidad de los pueblos que la integran.
- Mantenimiento del sistema de libre empresa.
- Nacionalización de los servicios públicos necesarios para el funcionamiento nacional.[3]